# Перетворювач (шаблон проєктування)
Перетворювач (англ. Transform View) — шаблон проєктування, який пов'язує HTML сторінку та дані.

## Опис
Коли ми отримуємо дані, нам необіхдно зв'язати їх із HTML-сторінкою. Задача цього шаблону, пов'язати дані із відповідним шаблонізатором, який своєю чергою підкладе дані в необхідні місця.
Один із різновидів цього шаблону полягає у створенні компонентів, які на вхід приймають модель та відображають необхідний HTML.

## Реалізація
Приклад реалізації шаблону в ASP.NET MVC.
```
public
 
class
 
HomeController
 
:
 
Controller

{

    
public
 
ViewResult
 
SomeMethod
()

    
{

        
var
 
viewModel
 
=
 
GetViewModel
();

        
// пов'язуємо модель та сторінку

        
return
 
View
(
"HomePage"
,
 
viewModel
);

    
}

}

```

Приклад перевикористання компонентів за допомогою часткових представлень. 
Нехай описаний деякий компонент заголовку:
```
<
header
>

  @model string
  Заголовок: 
<
h2
>
@Model
</
h2
>

</
header
>

```

Тоді в HTML-сторінці цей компонент можна використати із різними параметрами:
```
<
header
 
model
=
"Привіт"
/>

<
header
 
model
=
"Світе"
/>

```

Користувач отримає наступну сторінку:
```
Заголовок: 
<
h2
>
Привіт
</
h2
>

Заголовок: 
<
h2
>
Світе
</
h2
>

```